# Kawasaki Ki-96
 Kawasaki Ki-96 byl japonský prototyp jednomístného dvoumotorového stíhacího letounu z období druhé světové války.

## Vznik
V roce 1942 se Japonské císařské armádní letectvo rozhodlo, že bude nutné nahradit svůj stíhací letoun Kawasaki Ki-45. Zadalo proto konstrukci nového těžkého stíhacího letounu firmě Kawasaki. Vývojem byl pověřen Takeo Doi, který byl konstruktérem Ki-45 a proto dostal letoun označení Ki-45-II. Práce na stroji započaly v srpnu 1942. Původně se mělo jednat o dvoumístný letoun, avšak v prosinci změnilo armádní letectvo požadavek z dvoumístného na jednomístný. Důvodem bylo snížení hmotnosti k dalšímu zvýšení výkonu.
Po přepracování projektu se stroj konstrukčně lišil od Ki-45 a tak dostal nové typové označeni Ki-96. První prototyp byl již zčásti rozpracován a proto mu zůstal objemnější trup, určený pro dvoučlennou posádku. Prostor střelce byl jen zakryt kapotáží. Další dva prototypy se již od počátku stavěli jako jednomístné.

## Popis konstrukce
Letoun měl štíhlý trup s prosklenou kabinou kapkovitého tvaru, která umožňovala pilotovi dobrý výhled do stran i dozadu. Svislá ocasní plocha byla o něco vyšší než u Ki-45 a vyznačovala se hranatými konturami. Motorové kapoty přesahovali hloubku křídla i dozadu.
Použité motory byly vzduchem chlazené dvouhvězdicové čtrnáctiválce Mitsubishi Ha-112-II o výkonu 1100 kW (1500 k).
K výzbroji byl použit jeden kanón Ho-203 ráže 37 mm umístěný v přídi, který nesl 25 nábojů v bubnovém zásobníku a mohl střílet až 120 ran za minutu a dva kanóny Ho-5 ráže 20 mm ve spodní části trupu na úrovni pilotní kabiny. Tyto menší kanóny byly zvětšeninou kulometu Ho-103, který byl kopií amerického Browningu.
Pod vnějšími závěsy mohl letoun nést dvě přídavné palivové nádrže po 200 l nebo dvě pumy po 250 kg.

## Využití
I navzdory nespornému úspěchu při letových zkouškách se Ki-96 nedostal do sériové výroby. Konstruktér Takeo Doi se nevzdával myšlenky na dvoumístné pokračování typu Ki-45 a v srpnu 1943 Koku Hombu souhlasilo s vývojem dvoumístného typu Kawasaki Ki-102. Prototypy Ki-96 posloužily pouze k aerodynamickým zkouškám k prověření vlastností Ki-102.

## Specifikace
Údaje dle

### Technické údaje
- Rozpětí: 15,57 m
- Délka: 11,45 m
- Výška: 3,70 m
- Nosná plocha: 34,00 m²
- Hmotnost prázdného letounu: 4550 kg
- Vzletová hmotnost: 6000 kg

### Výkony
- Maximální rychlost v 6000 m: 600 km/h
- Výstup:
  - do 5000 m: 6 min
- Dostup: 11500 m
- Dolet: 1600 km

### Výzbroj
- 1x kanón Ho-203 ráže 37 mm
- 2x kanón Ho-5 ráže 20 mm